# José Ascenço da Costa Ferreira
José Ascenso da Costa Ferreira (Província do Maranhão, 10 de fevereiro de 1822 – Rio de Janeiro, 27 de julho de 1897) foi um jurista, magistrado e ex-político brasileiro que serviu como desembargador das províncias de Goiás e Maranhão, presidindo as duas cortes respectivamente. Também foi deputado-geral pela sua província natal, entre 1853 e 1856.

## Biografia
Nascido na província do Maranhão em 10 de fevereiro de 1822, possuía um pai homônimo. Concluiu um bacharelado em ciências jurídicas e sociais, na Faculdade de Direito de Olinda em 1845, 10 anos antes dessa ser transferida para Recife. Exerceu a advocacia até 1853, quando foi eleito deputado à Assembleia Geral pela província do Maranhão, sua terra natal. Por um triênio, foi deputado geral. 
Ao sair do cargo no Legislativo federal, se tornou juiz de direito da Comarca de Chapada. Manteve-se nessa função até 1861, quando foi transferido para Sobral, na província do Ceará. Foi em 1864, para a capital da Paraíba. Tornou-se juiz de direito em São Luís do Maranhão em 1871, exercendo apenas por 3 anos, quando foi promovido ao cargo de desembargador na recém-criada Relação de Goiás, sendo o primeiro presidente, em condição interina, do Tribunal, de 1.º de maio a 27 de outubro de 1874. Em 1876 foi desembargador da Província do Grão-Pará.
Se tornou juiz do desembargo da Relação da sua terra natal em 1883, sendo presidente dessa em 1885. Em 24 de julho de 1889, foi nomeado por Pedro II do Brasil, imperador do Brasil, como ministro do Supremo Tribunal de Justiça, na vaga de José Tavares Bastos, aposentado naquele mês. 
Só exerceu o juizado supremo até dezembro, quando foi exonerado pelo Governo Deodoro da Fonseca, após a Proclamação da República do Brasil, em 15 de novembro do mesmo ano. Após a aposentadoria forçada, não foi aproveitado no Supremo Tribunal Federal. Veio a falecer em 27 de julho de 1897, no Rio de Janeiro.